# Hitzhofen
Hitzhofen település Németországban, azon belül Bajorországban. Lakosainak száma 3053 fő (2023. december 31.). Hitzhofen Kipfenberg községgel határos.

## Népesség
A település népessége az elmúlt években az alábbi módon változott:
| Lakosok száma | 1467 | 923  | 2834 | 2824 | 2846 | 2901 | 2912 | 2926 | 3054 | 3053 |
|               | 1970 | 1975 | 2012 | 2013 | 2014 | 2016 | 2017 | 2019 | 2022 | 2023 |